# Louis Wessels

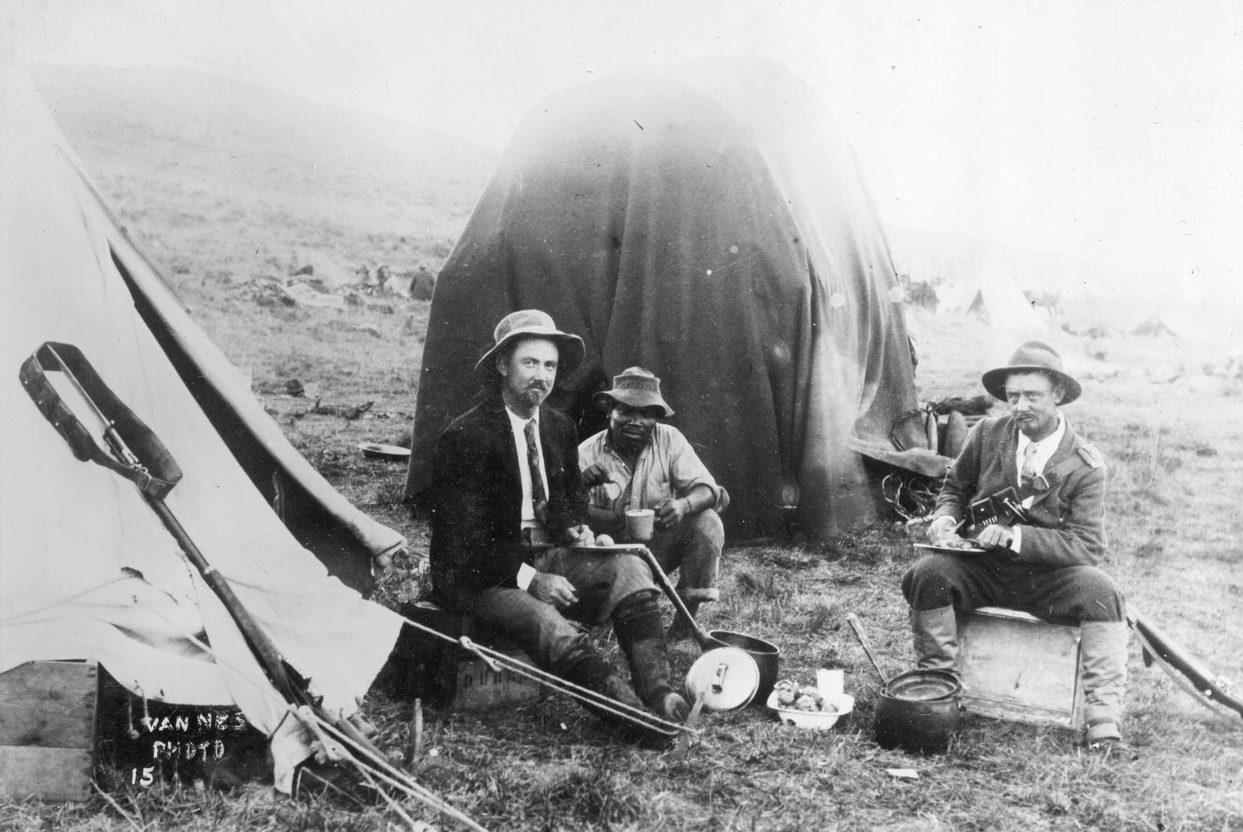
Louis Wessels (esquerda)

Louis Wessels foi um comandante dos boêres durante a Segunda Guerra dos Bôeres . Ele ficou conhecido nos Países Baixos pela série Louis Wessels , uma série de livros de Louwrens Penning que contava histórias fictícias ambientadas na Segunda Guerra dos Bôeres. 
Wessels também foi guarda-costas do presidente Marthinus Theunis Steyn . 
Uma batalha bem conhecida na qual Wessels esteve envolvido é a Batalha de Spionkop .
1. ↑  «Hoofdstuk XXVIII. Onderhandelingen met de Engelschen. Gevecht te Graspan nabij Reitz., De strijd tusschen Boer en Brit. De herinnering van den Boeren-generaal, C.R. De Wet - DBNL». web.archive.org. 13 de fevereiro de 2023. Consultado em 13 de fevereiro de 2023
2. ↑  «National Archives of South Africa (NASA) Database Selection». www.national.archsrch.gov.za. Consultado em 13 de fevereiro de 2023